# Gadebusch
Gadebusch város Németországban, Mecklenburg–Elő-Pomerániában.

## Földrajza
Lübeck és Schwerin között fekszik.

## Történelem
Gadebusch 1225-ben városi jogot kapott. A gadebuschi csata 1712-ben volt az utolsó svéd  győzelem a nagy északi háborúban. A német költő Carl Theodor Körner egy csatában esett el 1813-ban Gadebusch mellett.
1952 és 1994 között Gadebusch járási székhely volt.

## Politika

### Polgármesterek
- 1990–1994: Rudolf Pieper
- 1994–2002: Ingrid Schafranski
- 2002–2019: Ulrich Howest (SPD)[2]
- 2019– : Arne Schlien (CDU)

## Nevezetességei
- A kastély 1283 - 1299 közt a mecklenburgi fejedelem rezidenciája volt.

Christoph Haubitz a kastélyt átépítette 1570 - 1573 közt reneszánsz stílusban.
- Szt. Jákob és Szt. Dionysius templom.
- Múzeum a kastély mellett.

## Fordítás
- Ez a szócikk részben vagy egészben a Gadebusch című német Wikipédia-szócikk fordításán alapul.  Az eredeti cikk szerkesztőit annak laptörténete sorolja fel. Ez a jelzés csupán a megfogalmazás eredetét és a szerzői jogokat jelzi, nem szolgál a cikkben szereplő információk forrásmegjelöléseként.